# Convento de la Trinidad (Salamanca)
El convento de la Trinidad es un antiguo convento trinitario de Salamanca construido sobre una casa palacio. En la actualidad alberga una residencia universitaria.

## Historia
El palacio de Montellano, antecedente del convento, fue construido en 1479 por Alonso de Paz. En el año 1591 los Trinitarios compraron por cinco mil ducados la casa principal de los Señores de Montellano, situada en la calle de Concejo de Abajo, que desde entonces comenzó a llamarse de la Trinidad (actualmente calle Zamora). La casa solariega se adaptó para convento. La iglesia se concluyó en el siglo XVII. 
La fachada de la Iglesia presenta relieves con la Santísima Trinidad, un ángel con cautivos liberados, San Juan de Mata y San Félix de Valois y escudos trinitarios.
Tras la Desamortización de Mendizabal el edificio estuvo destinado a Escuela de Nobles y Bellas Artes. Posteriormente la iglesia y el convento pasaron a las Jesuitinas, que instalaron el Colegio Mayor Montellano. El templo fue restaurado en el año 1880.